# فردریک براک (بازیکن فوتبال)
فردریک براک (انگلیسی: Frederick Brock؛ زادهٔ ۱۹۰۱) بازیکن فوتبال است.